# 12 januari
12 januari är den 12:e dagen på året i den gregorianska kalendern. Det återstår 353 dagar av året (354 under skottår).

## Återkommande bemärkelsedagar

### Helgdagar
- Turkmenistan: Minnesdagen (till minne av slaget om Geok Tepe denna dag 1881)
- Tanzania: Revolutionsdagen (till minne av revolutionen i Zanzibar 1964)

### Övriga
- Indien: Ungdomsdagen (Vivekananda Jayanti)
- Ryssland: Generalåklagardagen (День работника прокуратуры Российской Федерации)

## Namnsdagar

### I den svenska almanackan
- Nuvarande – Frideborg och Fridolf
- Föregående i bokstavsordning
  - Arkadius – Namnet infördes, till minne av en nordafrikansk martyr från 400-talet, på dagens datum 1680, men utgick 1901.
  - Frideborg – Namnet infördes på dagens datum 1901 och har funnits där sedan dess.
  - Fridolf – Namnet infördes på dagens datum 1986 och har funnits där sedan dess.
  - Fridolin – Namnet infördes på dagens datum 1986, men utgick 1993.
  - Reinhold – Namnet fanns på dagens datum före 1680, då det istället flyttades till 16 juli, där det har funnits sedan dess.
- Föregående i kronologisk ordning
  - Före 1680 – Reinhold
  - 1680–1900 – Arkadius
  - 1901–1985 – Frideborg
  - 1986–1992 – Frideborg, Fridolf och Fridolin
  - 1993–2000 – Frideborg och Fridolf
  - Från 2001 – Frideborg och Fridolf
- Källor
  - Brylla, Eva (red.): Namnlängdsboken, Norstedts ordbok, Stockholm, 2000. ISBN 91-7227-204-X
  - af Klintberg, Bengt: Namnen i almanackan, Norstedts ordbok, Stockholm, 2001. ISBN 91-7227-292-9

### Finlandssvenska almanackan
- Nuvarande från 1950[1] – Eivor
- I föregående revideringar[a][2]
  - 1929–1949 – Toini

## Händelser
- 1528 – Gustav Vasa kröns till svensk kung i Uppsala domkyrka. Den gamla kungaeden, som förpliktigar kungen att låta biskoparna bibehålla sin makt, modifieras av Laurentius Andreæ. Under kröningen håller Olaus Petri en predikan, där han inskärper, att kungen har fått sin makt av Gud allena för folkets, inte sitt eget, bästa.
- 1628 – Den svenska riksdagens hemliga utskott ger Gustav II Adolf fullmakt att med alla medel ingripa i trettioåriga kriget. Två och ett halvt år senare landstiger Gustav Adolf med svenska armén i Tyskland, för att inträda i kriget.
- 1726 – Konventikelplakatet, som förbjuder religiösa sammankomster utanför kyrkans gudstjänster, utfärdas för hela Sverige. Det utfärdas som en reaktion mot de nya religiösa rörelser, som kommer till landet med många hemvändande karolinska krigsfångar efter stora nordiska krigets slut 1721. Det kommer att vara i kraft till 1858.
- 1932 – Hattie Caraway blir den första kvinnan som väljs in i den amerikanska senaten, som senator för Arkansas.
- 1943 – I Sachsenhausen norr om Berlin prästvigs Hannelotte Reiffen och Ilse Härter inom den tyska Bekännelsekyrkan, de första kvinnorna i Tyskland som prästvigs till samma ämbete som manliga präster.
- 1950 – Den brittiska ubåten Truculent kolliderar på Themsen med en svensk tanker varvid 64 personer omkommer.
- 1957 – Tv-programmet Kvitt eller dubbelt (som är en svensk variant på det amerikanska spelprogrammet The $64,000 Question och även blir känt som Tiotusenkronorsfrågan) har premiär i svensk tv. Programmet, som kommer att gå i flera olika omgångar fram till början av 2000-talet, blir det definitiva genombrottet för tv som folknöje i Sverige.
- 1963 – Fullmäktigeflygeln i Västerås stadshus mot Fiskartorget står färdig lagom till dåvarande stadsfullmäktiges 100-årsjubileum.
- 1966 – Nordiska rådets litteraturpris på 50 000 danska kronor tilldelas den svenske författaren Gunnar Ekelöf vid ett möte i Reykjavik.
- 1970 – Utbrytarstaten Biafra kapitulerar, vilket avslutar inbördeskriget i Nigeria, som har varat sedan 1967.
- 1973 – Norska tv-serien Fleksnes fataliteter med Rolv Wesenlund har svensk premiär. Serien blir en av de största framgångarna i nordisk tv-historia och går i olika omgångar fram till 2002.
- 1979 – Ett 18-årigt vårdbiträde på Malmö Östra sjukhus erkänner sig ligga bakom den våg av förgiftningar som har drabbat äldre patienter sedan oktober 1978, genom att han har hällt rengöringsmedel i saft.[3]
- 1986
  - Rymdfärjan Columbia skjuts upp på uppdrag STS-61-C[4]
  - Franklin R. Chang-Diaz blir den förste latinamerikanen i rymden.
- 1989 – Gotlands kommun undertecknar ett vänortsavtal med Ösel, vilket blir det första avtal Gotland tecknar med en del av det sönderfallande Sovjetunionen.[5]
- 1997
  - Sveriges finansminister Erik Åsbrink oroar sig för att datakaos ska utbryta år 2000 och kräver därför att en gemensam handlingsplan för den offentliga sektorn och näringslivet upprättas.
  - Rymdfärjan Atlantis skjuts upp på uppdrag STS-81[4]
- 2010 – Den kraftigaste jordbävningen på över 200 år, med magnituden 7,8 på richterskalan, drabbar Haiti. 10 000-tals människor omkommer och flera 100 000 skadas eller blir hemlösa. Dessutom blir återuppbyggnaden försenad och försvårad.

## Födda
- 1597 – François Duquesnoy, flamländsk skulptör
- 1628 – Charles Perrault, fransk författare, bland annat av Gåsmors sagor
- 1729
  - Edmund Burke, irländsk filosof och statsman
  - Lazzaro Spallanzani, italiensk naturforskare och fysiolog
- 1746 – Johann Heinrich Pestalozzi, schweizisk pedagog och författare
- 1783 – Erik Gustaf Geijer, svensk skald, tonsättare, författare och historiker, ledamot av Svenska Akademien
- 1784 – Anders Danielsson, svensk riksdagsman, ledamot av bondeståndet
- 1800 – Eugène Lami, fransk målare och litograf
- 1816 – Willis A. Gorman, amerikansk demokratisk politiker och general
- 1852 – Joseph Joffre, fransk överbefälhavare och marskalk
- 1854
  - Hugo Birger, svensk konstnär
  - Aleksandr Rediger, rysk militär och skriftställare
- 1856
  - Charles W. Gates, amerikansk republikansk politiker och affärsman, guvernör i Vermont
  - John Singer Sargent, amerikansk konstnär
- 1859 – Henry Heitfeld, amerikansk politiker, senator för Ohio
- 1863 – Swami Vivekananda, indisk filosof
- 1873 – Spyridon Louis, grekisk löpare som vann det första maratonloppet vid sommar-OS i Aten 1896
- 1875
  - Homer D. Angell, amerikansk republikansk politiker
  - Marika Stiernstedt, svensk författare
- 1876
  - Jack London, amerikansk författare
  - Ermanno Wolf-Ferrari, italiensk-tysk kompositör
- 1878 – Ferenc Molnár, ungersk dramatiker
- 1893
  - Hermann Göring, tysk nazistisk politiker och militär, chef för det tyska flygvapnet och talman i tyska riksdagen
  - Beauford H. Jester, amerikansk demokratisk politiker, guvernör i Texas
  - Alfred Rosenberg, tysk nazistisk ideolog och politiker
- 1896 – David Wechsler, amerikansk psykolog
- 1899 – Paul Hermann Müller, schweizisk kemist, mottagare av Nobelpriset i kemi 1948
- 1905 – Tex Ritter, amerikansk sjungande cowboy och skådespelare
- 1909 – Barbro Alving, svensk journalist med pseudonymerna Bang och Kärringen mot strömmen
- 1910 – Luise Rainer, österrikisk skådespelare
- 1914
  - Albrecht von Goertz, tysk-amerikansk bilformgivare
  - Edward Gurney, amerikansk republikansk politiker, senator för Florida
- 1916 – Pieter Willem Botha, sydafrikansk politiker, Sydafrikas premiärminister och president
- 1917 – Maharishi Mahesh Yogi, indisk guru och grundare av transcendental meditation
- 1918 – Bertil Jonasson, svensk lantbrukare och centerpartistisk riksdagspolitiker
- 1920 – Carl-Axel Elfving, svensk skådespelare
- 1934 – Ulf Lindqvist, svensk sångare och skådespelare
- 1936 – Muhammed Sayed, indisk politiker
- 1942 – Michel Mayor, schweizisk astronom, mottagare av Nobelpriset i fysik 2019
- 1944
  - Joe Frazier, amerikansk boxare, tungviktsvärldsmästare
  - Cynthia Robinson, amerikansk musiker, medlem i gruppen Sly and the Family Stone
- 1948 – Anthony Andrews, brittisk skådespelare
- 1949
  - Mats Olsson, svensk journalist, sportkrönikör, rockskribent och korrespondent
  - Haruki Murakami, japansk författare och översättare
- 1950 – Sheila Jackson Lee, amerikansk demokratisk politiker
- 1951
  - Kirstie Alley, amerikansk skådespelare
  - Rush Limbaugh, amerikansk radioprogramledare
- 1954 – Howard Stern, amerikansk radio- och tv-personlighet
- 1956 – Steffo Törnquist, svensk journalist
- 1957
  - Ann-Sofi Noring, svensk kurator och museiman
  - John Lasseter, amerikansk animatör, manusförfattare, regissör och filmproducent, en av grundarna av filmbolaget Pixar
- 1958 – Leif Nystén, finlandssvensk musikvetare, musikjournalist och musikadministratör
- 1959 – Per Gessle, svensk artist, medlem i grupperna Gyllene Tider och Roxette
- 1960
  - Oliver Platt, amerikansk skådespelare
  - Robert Prytz, svensk fotbollsspelare, mottagare av kopia av Svenska Dagbladets guldmedalj 1979
  - Tommy Samuelsson, svensk ishockeyspelare och -tränare
- 1962 – Gunde Svan, svensk skidåkare och tv-programledare, mottagare av Svenska Dagbladets guldmedalj 1984
- 1964 – Jeff Bezos, amerikansk entreprenör, VD och styrelseordförande för Amazon.com
- 1966
  - Olivier Martinez, fransk skådespelare
  - Rob Zombie, amerikansk musiker och regissör
- 1968 – Lee Stone, amerikansk porrskådespelare
- 1970 – Kristin Bengtsson, svensk fotbollsspelare, VM-silver 2003
- 1972
  - Espen Knutsen, norsk ishockeyspelare
  - Peter Anvin, svensk ingenjör
- 1974 – Melanie Chisholm, brittisk popsångare med artistnamnen Mel C och Sporty Spice, medlem i gruppen Spice Girls
- 1976 – Harleen Sandelin, svensk skådespelare
- 1978 – Josef Boumedienne, svensk ishockeyspelare
- 1979 – Marián Hossa, slovakisk ishockeyspelare
- 1980 – Amerie, amerikansk rhythm and blues-sångare
- 1993 – Zayn Malik, brittisk sångare, före detta medlem i gruppen One Direction
- 1995 – Maverick Viñales, spansk roadracingförare
- 1996 – Aida Badeli, svensk politiker, språkrör Grön Ungdom 2019-2023

## Avlidna
- 1519 – Maximilian I, 59, tysk-romersk kejsare
- 1550 – Andrea Alciati, 57, italiensk humanist och jurist
- 1554 – Lars Siggesson (Sparre), svenskt riksråd, Sveriges riksmarsk
- 1665 – Pierre de Fermat, fransk matematiker
- 1667 – Bernhard av Corleone, 61, italiensk botgörare, lekmannabroder inom Kapucinorden och helgon
- 1818 – Johan Wingård, 79, svensk kyrkoman, biskop i Göteborgs stift, ledamot av Svenska Akademien
- 1834 – William Grenville, 74, brittisk politiker, Storbritanniens premiärminister 1806–1807
- 1847 – Isaac S. Pennybacker, 41, amerikansk demokratisk politiker och jurist, senator för Virginia
- 1853
  - William H. Cabell, 80, amerikansk politiker, guvernör i Virginia
  - Jacques-Joseph Corbière, 86, fransk politiker
- 1875 – Tongzhi, 18, kejsare av Kina
- 1881 – Thomas Watkins Ligon, 70, amerikansk demokratisk politiker
- 1913 – Gustaf Nerman, 85, svensk väg- och vattenbyggnadsingenjör
- 1920 – John A. Mead, 78, amerikansk republikansk politiker, guvernör i Vermont
- 1924 – William V. Allen, 76, amerikansk politiker
- 1938 – Gösta Ekman den äldre, 47, svensk skådespelare
- 1953 – Maja Cassel, 61, svensk skådespelare och operasångare
- 1960 – Nevil Shute, 60, brittisk författare
- 1975 – Siv Pettersson, 19, svensk sångare
- 1976 – Agatha Christie, 85, brittisk deckarförfattare
- 1977 – Henri-Georges Clouzot, 69, fransk regissör, manusförfattare och producent
- 1978 – Lee Metcalf, 66, amerikansk demokratisk politiker och jurist, senator för Montana
- 1982 – Tryggve Jerneman, 85, svensk skådespelare
- 1983 – Nikolaj Podgornyj, 79, sovjetisk politiker, Sovjetunionens president
- 1986
  - Lars Leksell, 78, svensk kirurg
  - Marcel Arland, 86, fransk författare
- 1988 – Carl-Axel Elfving, 68, svensk skådespelare
- 1990 – Joseph S. Clark, 88, amerikansk demokratisk politiker, senator för Pennsylvania
- 1994 – Gunnar Hägglöf, 89, svensk diplomat, ämbetsman och politiker, Sveriges FN-ambassadör
- 1997 – Charles B. Huggins, 95, kanadensisk-amerikansk fysiolog, mottagare av Nobelpriset i fysiologi eller medicin 1966
- 2003
  - Leopoldo Galtieri, 76, argentinsk militär, Argentinas president
  - Maurice Gibb, 53, brittisk-australisk sångare, medlem i gruppen Bee Gees
- 2005 – Amrish Puri, 72, indisk skådespelare
- 2006 – Lis Asklund, 92, svensk radioprofil
- 2007
  - Alice Coltrane, 69, amerikansk jazzmusiker
  - Larry Stewart, 58, amerikansk filantrop
- 2008 – Louis Alexandre Raimon, 85, fransk frisör
- 2009
  - Claude Berri, 74, fransk filmregissör, manusförfattare och skådespelare
  - Arne Næss, 96, norsk filosof, grundare av ekosofin
- 2010
  - Zilda Arns, 75, brasiliansk barnläkare och välgörenhetsarbetare
  - Hédi Annabi, 65, tunisisk diplomat
- 2011 – Paul Picerni, 88, amerikansk skådespelare
- 2012
  - Reginald Hill, 75, brittisk deckarförfattare
  - Bill Janklow, 72, amerikansk politiker, guvernör i South Dakota
  - Hannes Råstam, 56, svensk journalist och musiker
- 2015
  - Astrid Bergman Sucksdorff, 87, svensk naturfotograf och författare
  - Erik Gyllenfjäder, 65, svensk styckmördare och kannibal
- 2019 – Eva Seeberg, 87, norsk-svensk journalist, författare och manusförfattare
- 2021 – Mona Malm, 85, skådespelare
- 2023 – Lisa Marie Presley, 54, amerikansk sångare
- 2024 – Eric Krönmark, 92, svensk moderat politiker, Sveriges försvarsminister